# Флаг Судиславля
Флаг городского поселения посёлок Судисла́вль Судиславского муниципального района Костромской области Российской Федерации — опознавательно-правовой знак, служащий официальным символом муниципального образования.
Утверждён 28 августа 2011 года и подлежит внесению в Государственный геральдический регистр Российской Федерации.

## Описание
Представляет собой прямоугольное полотнище с соотношением ширины к длине 2:3, разделённое по вертикали на две неравные полосы: вдоль древка лазурную/голубую/синюю в ¼ длины полотнища, и белую в ¾ длины полотнища на которой изображены компоненты герба городского поселения посёлок Судиславль: чёрный крест, с шириной плеча в ½ длины белой полосы, между четырьмя зелёными соснами с корнями того же цвета.

## Обоснование символики
Отражает исторические, культурные и природные особенности населённого пункта.
Судиславль — старинный русский город, основанный, согласно преданиям, сыном Владимира Святославича Судиславом в конце X — начале XI веков. Судиславская земля имеет богатую историю. До XVII века город имел важное военно-стратегическое значение. С образованием Российской империи Судиславль постепенно превращается в торговый купеческий город.
Белый цвет (серебро) в геральдике символизирует веру, искренность, мир.
Чёрный прямой греческий или геральдический крест — древнейший геральдический символ, характерный для стран Северной Европы и особенно королевства Фризия (Фрязи) где, до появления в Новгороде, королём был Рюрик. Таким образом фризский крест напоминает о потомке Рюрика князя Судиславе — основателе города Судиславля. Чёрный цвет в геральдике выражает особый почёт. До появления христианства крест символизировал жизнь и богов.
Зелёные сосны символизируют природные богатства края. Судиславль знаменит своими соснами, растущими прямо в центре города на знаменитой горе Лобанка и соседних холмах. Сосна в геральдике — символ долголетия, стойкости и силы характера.